# Meyer Levin
Pour les articles homonymes, voir Levin.
Meyer Levin, né le 7 octobre 1905, à Chicago, aux États-Unis, et mort le 9 juillet 1981 à Jérusalem, en Israël, est un romancier, journaliste, réalisateur et scénariste américain.

## Biographie
En 1945, alors qu’en tant que correspondant de guerre, il couvre l’avancée des troupes alliées, avec Éric Schwab, un reporter photographe juif français, « Ils ont été parmi les tout premiers à découvrir les morts-vivants en uniformes rayés, les cadavres empilés, l’odeur pestilentielle des charniers ».
Fils d’un petit boutiquier de Chicago, il couvre l’affaire Leopold et Loeb lorsqu’il est reporter au Chicago Daily News, et en tire un roman, Crime (titre original : Compulsion, 1956). Il avait fréquenté la même université que les deux tueurs (l’Université de Chicago dont il sort diplômé en 1924) et les connaissait personnellement avant qu’ils n’assassinent Bobby Franks. Son roman sert de base en 1959 au film intitulé Le Génie du mal (Compulsion), réalisé par Richard Fleischer qui raconte la sordide machination meurtrière mise au point par Leopold et Loeb.
Meyer Levin, qui a aussi publié des romans historiques et des romans psychologiques, a fait une brève carrière au cinéma : il a notamment réalisé un documentaire et un court-métrage et signé un scénario dont il a tiré le roman intitulé La Maison de mon père (My Father's House, 1947). Il est également l'un des premiers journalistes à découvrir l’existence du journal d’Anne Frank et à reconnaître le potentiel littéraire et dramatique de ce document.
Il est le père du photographe Mikael Levin et a été marié à Tereska Torrès.

## Œuvre

### Romans
- The Reporter (1929)
- Frankie and Johnny (1930) Publié en français sous le titre Frankie et Johnny, traduit par Muriel Goldrajch, Paris, Phébus, 2000 ; réédition, Paris, Phébus, coll. « Libretto » no 188, 2005
- Yehude (1931)
- The New Bridge (1933)
- The Old Bunch (1937)
- Citizens (1940)
- My Father's House (1947) Publié en français sous le titre La Maison de mon père, traduit par George Achard, Paris, Nouvelles éditions latines, 1948
- Compulsion (1956) Publié en français sous le titre Crime, traduit par Magdeleine Paz, Paris, Stock, 1958 ; réédition, Paris, Phébus, 1996 ; réédition, Paris, Phébus, coll. « Libretto » no 27, 2011
- Eva (1959) Publié en français sous le titre Eva, traduit par Magdeleine Paz, Paris, Stock, 1960
- The Fanatic (1964) Publié en français sous le titre Le Fanatique, traduit par Magdeleine Paz, Paris, Stock, 1965
- The Stronghold (1965)
- Gore and Igor (1968)
- The Settlers (1972) Publié en français sous le titre Les Pionniers, traduit par Erwin Statz et Paul Alexandre Paris, Belfond, 1973 ; réédition sous le titre L'Épopée des bâtisseurs d'Israël, Paris, Pocket, 2 vol. no 1596-1597, 1978
- The Spell of Time (1974)
- The Harvest (1978)
- The Architect (1981)

### Nouvelles
- The Upturn (1935)
- A Love Note (1937)
- Love Made Simple (1938)
- Home to Mother (1939)
- Glamor Girl in Your Home (1940)
- Plenty of Experience (1940)
- Night Work (1940)
- Idea Man (1940)
- The System Was Doomed (1940)
- Faith in Humanity (1940)
- Big Winner (1940)
- A Private Argument (1941)
- No Excuse for Ace (1941)
- If We’d Only Met Ten Years Ago (1941)
- Open: Come In! (1941)
- To Fire the Wife (1941)
- And on the Double! (1944)
- The Nightgown (1949)
- The Boy in Her Block (1950)
- After All I Did for Israel (1951)
- Dr. Fabian’s One Man Show (1954)
- The Gift of Mr. Rubius (1956)
- Marry a Million (1957)
- Coming Attraction (1957)
- Flesh (1957) Publié en français sous le titre Chair fraîche, Paris, Éditions OPTA, Suspense no 24, mars 1958
- No Sentiment (1957)
- His Clever Wife (1958)

### Autobiographies
- In Search (1949)
- The Obsession (1974)

## Filmographie

### Adaptations
- 1959 : Le Génie du mal (Compulsion), film américain réalisé par Richard Fleischer, d'après le roman Compulsion, traduit en français sous le titre Crime.

### En tant que scénariste
- 1947 : La Maison du père (My Father's House), film américain réalisé par Herbert Kline, Joseph Lejtes et Ben Oyserman. Le scénario a été publié la même année sous forme de roman par Meyer Levin.

### En tant que réalisateur
- 1947 : Lo Tafhidenu, documentaire palestinien réalisé par Meyer Levin
- 1978 : The Ship, court-métrage américain réalisé par Meyer Levin